# Peter Asher
Peter Asher (22 de junio de 1944) es un guitarrista, cantante, mánager y productor discográfico británico. Alcanzó el éxito durante los años 60 como integrante del dúo vocal Peter and Gordon, antes de labrarse una brillante carrera como mánager y productor discográfico.

## Biografía
Asher nació en Park Royal, Londres del matrimonio formado por el eminente endocrino y hematólogo Richard Asher y la profesora de música Margaret Eliot. Su madre dio clases en la Guildhall School of Music and Drama, contando entre sus alumnos con George Martin. Asher es también hermano de la actriz Jane Asher.
Con tan solo 8 años comenzó a trabajar como niño actor, apareciendo en películas como The Planter's Wife y Isn't Life Wonderful, esta última junto a estrellas como Cecil Parker y Donald Wolfitt. En 1955 tuvo un papel en la serie de televisión, The Adventures of Robin Hood.
En 1956, Asher apareció con 12 años en un episodio de la serie Colonel March of Scotland Yard, protagonizada por Boris Karloff.
Asher es miembro de Mensa.  Mientras asistía a la prestigiosa Westminster School conoció a Gordon Waller (1945–2009), y formaron un dúo con el que solían actuar en cafeterías. El primer, y mayor, éxito de Peter and Gordon. fue en 1964 con el tema escrito por Paul McCartney, "A World Without Love." La hermana de Asher era por aquel entonces novia de Paul McCartney y gracias a ello el dúo tuvo la oportunidad de grabar numerosos temas de repertorio inédito de Lennon-McCartney.
Asher también estudió filosofía en el King's College de Londres.
En 1965, actuó como padrino en la boda de Marianne Faithfull y John Dunbar en Cambridge.
Tras la separación de Peter and Gordon en 1968, Asher se hizo cargo de la sección A&R de Apple Records, donde fichó para la compañía al todavía desconocido James Taylor para el que produjo su primer álbum. Aunque el álbum no llegó a ser un éxito, Asher estaba tan convencido del talento de Taylor que abandonó su puesto en Apple y se mudó a Estados Unidos para actuar como su agente. Asher produjo la versión de Paul Jones del tema de los Bee Gees, "And the Sun Will Shine" que fue lanzado como sencillo en el Reino Unido. También produjo numerosos álbumes de Taylor entre 1970 y 1985, incluidos Sweet Baby James, Mud Slide Slim and the Blue Horizon, JT y Flag.
A comienzos de los años 70, Asher produjo a la banda Country, que grabó para Atlantic Records a través de su sello subsidiario Clean Records, así como a Kate Taylor, la hermana de James Taylor. Ella fue la que le recomendó a Linda Ronstadt, para la que produjo los álbumes Heart Like a Wheel, Simple Dreams, Living in the USA, What's New, Canciones De Mi Padre y Cry Like a Rainstorm, Howl Like the Wind.
Asher tuvo un papel prominente en el desarrollo del rock californiano, produciendo álbumes para Ronstadt, J. D. Souther, Andrew Gold y Bonnie Raitt. En 1976, Asher y Waller reaparecieron en Nueva York en el festival anual "Beatlefest". Durante los 80 produjo álbumes para Cher y 10,000 Maniacs.
En febrero de 1995, Asher fue nombrado vicepresidente senior de Sony Music Entertainment. A comienzos de 2002, Asher dejó Sony y volvió a representar artistas. En 2006 fue nombrado presidente del Sanctuary Artist Management. Asher se unió a Simon Renshaw (mánager de Dixie Chicks) en la compañía Strategic Artist Management. Strategic creció hasta convertirse en una fuerza dominante de la industria, representando a artistas de muy diversos géneros. En 2007 se volvió a reunir con James Taylor para producir Live at the Troubadour un álbum grabado en directo junto a Carole King.
Durante 2005 y 2006, Peter and Gordon se volvieron a unir para realizar una serie de conciertos. Waller falleció poco después, en 2009.
Asher fue citado como el modelo en el que se inspiró el actor Mike Myers para crear el personaje de Austin Powers, aunque la actriz Elizabeth Hurley, que coprotagonizó la película, aseguró que el personaje estaba inspirado en el locutor Simon Dee.
En 2011, Asher produjo el álbum recopilatorio Listen to Me: Buddy Holly así como Buddy Holly: Listen to Me; The Ultimate Buddy Party, un tributo a Buddy Holly grabado en directo y emitido por PBS.
Asher fue condecorado con la Orden del Imperio Británico (CBE) en 2015 por sus servicios a la industria musical británica.

Peter Asher actuó regularmente en eventos como el Edmonton Folk Music Festival, donde formó dúo don Albert Lee interpretando temas de sus respectivas carreras. 

## Vida personal
Asher tuvo una corta relación sentimental con la cantante Millie Small, conocida por su éxito "My Boy Lollipop".
Se casó en dos ocasiones, la primera con Betsy Doster. En 1983, contrajo matrimonio con Wendy Worth. La hija de ambos, Victoria Asher, nacida en 1984, es la tecladista de la banda de synthpop/pop punk, Cobra Starship.

## Reconocimientos

### Premios Grammy
- 1977 – Premio Grammy al productor del año, no clásico (Simple Dreams, JT)
- 1989 – Premio Grammy al productor del año, no clásico (Cry Like a Rainstorm, Howl Like the Wind)
- 2002 – Best Spoken Comedy Album (Live 2002 (Robin Williams))

## Discografía

### Como intérprete
| Año  | Álbum                                                |
| ---- | ---------------------------------------------------- |
| 1964 | In Touch With...                                     |
| 1964 | Peter and Gordon                                     |
| 1964 | World Without Love                                   |
| 1965 | Hurtin' 'n' Lovin'                                   |
| 1965 | I Don't Want to See You Again                        |
| 1965 | I Go To Pieces                                       |
| 1965 | True Love Ways                                       |
| 1966 | Best of Peter and Gordon                             |
| 1966 | Peter and Gordon Sing and Play the Hits of Nashville |
| 1966 | Somewhere                                            |
| 1966 | Woman                                                |
| 1967 | In London for Tea                                    |
| 1967 | Knight in Rusty Armour                               |
| 1967 | Lady Godiva                                          |
| 1967 | Hot Cold and Custard                                 |
| 1972 | Gordon (Gordon Waller solo album)                    |
| 1983 | Best of Peter and Gordon                             |
| 1983 | Hits of Peter and Gordon                             |
| 1991 | Best of Peter and Gordon                             |
| 2001 | Ultimate Peter and Gordon                            |
| 2003 | Definitive Collection: Knights in Rusty Armour       |

### Como productor
| Año  | Álbum                                                       | Artista                             |
| ---- | ----------------------------------------------------------- | ----------------------------------- |
| 1968 | James Taylor                                                | James Taylor                        |
| 1969 | Barbara Keith                                               | Barbara Keith                       |
| 1970 | Jo Mama                                                     | Jo Mama                             |
| 1970 | Sweet Baby James                                            | James Taylor                        |
| 1971 | Mud Slide Slim and the Blue Horizon                         | James Taylor                        |
| 1971 | Sister Kate                                                 | Kate Taylor                         |
| 1971 | Tony Joe White                                              | Tony Joe White                      |
| 1971 | Bad Girl Songs                                              | Tony Kosinec                        |
| 1972 | One Man Dog                                                 | James Taylor                        |
| 1973 | Don't Cry Now                                               | Linda Ronstadt                      |
| 1974 | Heart Like a Wheel                                          | Linda Ronstadt                      |
| 1975 | Prisoner in Disguise                                        | Linda Ronstadt                      |
| 1975 | Black Rose                                                  | J.D. Souther                        |
| 1976 | Hasten Down the Wind                                        | Linda Ronstadt                      |
| 1976 | Love Songs                                                  | David Sanborn                       |
| 1976 | What's Wrong with This Picture?                             | Andrew Gold                         |
| 1977 | JT                                                          | James Taylor                        |
| 1977 | Simple Dreams                                               | Linda Ronstadt                      |
| 1978 | Living in the USA                                           | Linda Ronstadt                      |
| 1979 | Flag                                                        | James Taylor                        |
| 1979 | The Glow                                                    | Bonnie Raitt                        |
| 1980 | Mad Love                                                    | Linda Ronstadt                      |
| 1981 | Dad Loves His Work                                          | James Taylor                        |
| 1982 | Get Closer                                                  | Linda Ronstadt                      |
| 1983 | Reelin' in the Years, Vol. 1                                | various artists                     |
| 1983 | What's New                                                  | Linda Ronstadt                      |
| 1984 | Lush Life                                                   | Linda Ronstadt                      |
| 1984 | Moonlighting                                                | (Original TV soundtrack)            |
| 1985 | That's Why I'm Here                                         | James Taylor                        |
| 1986 | An American Tail                                            | (Original soundtrack)               |
| 1986 | For Sentimental Reasons                                     | Linda Ronstadt                      |
| 1987 | Canciones De Mi Padre                                       | Linda Ronstadt                      |
| 1987 | Cher                                                        | Cher                                |
| 1987 | In My Tribe                                                 | 10,000 Maniacs                      |
| 1987 | Storytellers: Singers and Songwriters                       | various artists                     |
| 1988 | The Land Before Time                                        | (Original soundtrack)               |
| 1989 | Blind Man's Zoo                                             | 10,000 Maniacs                      |
| 1989 | Cry Like a Rainstorm, Howl Like the Wind                    | Linda Ronstadt                      |
| 1989 | Heart of Stone                                              | Cher                                |
| 1989 | You Happy Puppet                                            | 10,000 Maniacs                      |
| 1990 | Mermaids                                                    | (Original soundtrack)               |
| 1991 | Force Behind the Power                                      | Diana Ross                          |
| 1991 | Live in Rio                                                 | James Taylor                        |
| 1991 | Love Hurts                                                  | Cher                                |
| 1991 | Lovescape                                                   | Neil Diamond                        |
| 1991 | Mambo Kings                                                 | (Original soundtrack)               |
| 1991 | Swept                                                       | Julia Fordham                       |
| 1991 | Williams Brothers                                           | The Williams Brothers               |
| 1992 | American Standard                                           | Mary's Danish                       |
| 1992 | Back to Basics                                              | Olivia Newton-John                  |
| 1992 | Christmas Album                                             | Neil Diamond                        |
| 1992 | Olivia                                                      | Olivia Newton-John                  |
| 1992 | Time Takes Time                                             | Ringo Starr                         |
| 1993 | Made in America                                             | (Original soundtrack)               |
| 1993 | Robin Zander                                                | Robin Zander                        |
| 1993 | Up on the Roof: Songs from the Brill Building               | Neil Diamond                        |
| 1994 | Christmas Album, Vol. 2                                     | Neil Diamond                        |
| 1994 | Randy Newman's Faust: Words and Music                       | various artists                     |
| 1995 | Don't Ask                                                   | Tina Arena                          |
| 1995 | EP Collection                                               | Peter and Gordon                    |
| 1995 | Faust                                                       | Randy Newman                        |
| 1996 | It Takes Two                                                | various artists                     |
| 1996 | One Fine Day                                                | (Original soundtrack)               |
| 1996 | Show Me Heaven                                              | Tina Arena                          |
| 1997 | Most Beautiful Soul Album on Earth                          | various artists                     |
| 1997 | Superstar Christmas                                         | various artists                     |
| 1997 | Under These Rocks and Stones                                | Chantal Kreviazuk                   |
| 1998 | Armageddon                                                  | (Original soundtrack)               |
| 1998 | As I Came of Age                                            | Sarah Brightman                     |
| 1998 | December                                                    | Kenny Loggins                       |
| 1998 | Motown 40 Forever                                           | various artists                     |
| 1999 | All Time Greatest Movie Songs                               | various artists                     |
| 1999 | Best Party Megamix in the World Ever                        | various artists                     |
| 1999 | Collection                                                  | Julia Fordham                       |
| 1999 | Runaway Bride                                               | (Original soundtrack)               |
| 1999 | When the Going Gets Tough                                   | Boyzone                             |
| 2000 | Gift of Love                                                | Diana Ross                          |
| 2000 | More Songs from Pooh Corner                                 | Kenny Loggins                       |
| 2000 | Tigger Movie: Songs and Story                               | various artists                     |
| 2001 | Everything I Am                                             | Anna Vissi                          |
| 2001 | Motown Anthology                                            | Diana Ross                          |
| 2001 | Three Chord Opera                                           | Neil Diamond                        |
| 2001 | Ultimate Peter and Gordon                                   | Peter and Gordon                    |
| 2002 | Capitol Records 1942–2002                                   | various artists                     |
| 2002 | Everybody's Got a Story                                     | Amanda Marshall                     |
| 2002 | Freedom: A History of Us                                    | (Original soundtrack)               |
| 2002 | Live 2002                                                   | Robin Williams                      |
| 2002 | Providence                                                  | (Original TV soundtrack)            |
| 2002 | Sweet Is the Melody                                         | Aselin Debison                      |
| 2003 | Best of the Definitive American Songbook, Vol. 2: I-Z       | various artists                     |
| 2003 | Cafeteria: Hear                                             | various artists                     |
| 2003 | Earth Rider – The Essential John Stewart 1964–1979          | John Stewart                        |
| 2003 | Singers and Songwriters Christmas Songs                     | various artists                     |
| 2004 | California                                                  | Wilson Phillips                     |
| 2004 | Campfire Songs: The Popular, Obscure and Unknown Recordings | 10,000 Maniacs                      |
| 2004 | De-Lovely                                                   | (Original soundtrack)               |
| 2004 | Intermission                                                | Amanda Marshall                     |
| 2004 | Sky Captain and the World of Tomorrow                       | (Original soundtrack)               |
| 2004 | Taking a Chance on Love                                     | Jane Monheit                        |
| 2005 | Live at Earls Court                                         | Morrissey                           |
| 2005 | Goodies, Vol. 1                                             | various artists                     |
| 2005 | Souvenirs                                                   | Tina Arena                          |
| 2006 | You're Only Lonely                                          | Raul Malo                           |
| 2007 | Siren                                                       | Sasha and Shawna                    |
| 2006 | I Love You                                                  | Diana Ross                          |
| 2010 | Live at the Troubadour                                      | Carole King and James Taylor        |
| 2011 | Buddy Holly: Listen to Me; The Ultimate Buddy Party         | Various Artists – Producer and Host |
| 2013 | Love Has Come for You                                       | Steve Martin and Edie Brickell      |
| 2013 | When Will You Come Home (EP)                                | The Webb Sisters                    |